# Piero Hincapié
Piero Martín Hincapié Reyna (Esmeraldas, 9 januari 2002) is een Ecuadoraans voetballer die doorgaans speelt als centrale verdediger. In augustus 2021 verruilde hij Talleres voor Bayer Leverkusen. Hincapié maakte in 2021 zijn debuut in het Ecuadoraans voetbalelftal.

## Clubcarrière
Hincapié speelde in de jeugd van Escuela Refinería, Emelec Esmeraldas, Barcelona Esmeraldas, Norte América en Deportivo Azogues, alvorens hij in 2016 werd opgenomen in de jeugdopleiding van Independiente del Valle. Na drie professionele wedstrijden in het eerste elftal werd de verdediger aangekocht door Talleres, waar hij voor vijf jaar tekende. Een jaar later vertrok Hincapié weer, na 22 wedstrijden. 
In de zomer van 2021 werd Hincapie voor een bedrag van circa zesenhalf miljoen euro aangetrokken door Bayer Leverkusen, waar hij zijn handtekening zette onder een verbintenis voor de duur van vijf seizoenen. Zijn debuut voor Leverkusen maakte de Ecuadoraan op 19 september 2021, op bezoek bij VfB Stuttgart. Namens die club scoorde Orel Mangala, maar door treffers van Robert Andrich, Patrik Schick en Florian Wirtz won Leverkusen alsnog met 1–3. Hincapié begon op de reservebank en hij mocht van coach Gerardo Seoane vijf minuten na rust invallen voor Schick. Zijn eerste doelpunt als profvoetballer maakte hij op 30 september, toen hij op aangeven van Mitchel Bakker op bezoek bij Celtic de score opende in de UEFA Europa League. Wirtz verdubbelde daarop de voorsprong en door doelpunten van Lucas Alario en Amine Adli werd het uiteindelijk 0–4. In februari 2023 werd de verbintenis van Hincapié opengebroken en met een jaar verlengd, tot medio 2027. Op 14 april won hij met Bayer de eerste landstitel in de clubgeschiedenis door Werder Bremen met 5–0 te verslaan. Zijn contract werd in december 2024 opengebroken en met twee seizoenen verlengd tot medio 2029.

## Clubstatistieken
| Seizoen | Club                    | Competitie       | Competitie | Competitie | Beker | Beker | Internationaal | Internationaal | Totaal | Totaal |
| Seizoen | Club                    | Competitie       | Wed.       | Dlp.       | Wed.  | Dlp.  | Wed.           | Dlp.           | Wed.   | Dlp.   |
| ------- | ----------------------- | ---------------- | ---------- | ---------- | ----- | ----- | -------------- | -------------- | ------ | ------ |
| 2019    | Independiente del Valle | Liga Pro         | 1          | 0          | 0     | 0     | —              | —              | 1      | 0      |
| 2020    | Independiente del Valle | Liga Pro         | 2          | 0          | 0     | 0     | 0              | 0              | 2      | 0      |
| 2020    | Talleres                | Primera División | 1          | 0          | 2     | 0     | —              | —              | 3      | 0      |
| 2021    | Talleres                | Primera División | 13         | 0          | 0     | 0     | 6              | 0              | 19     | 0      |
| 2021/22 | Bayer Leverkusen        | Bundesliga       | 27         | 1          | 0     | 0     | 6              | 1              | 33     | 2      |
| 2022/23 | Bayer Leverkusen        | Bundesliga       | 30         | 1          | 0     | 0     | 13             | 0              | 43     | 1      |
| 2023/24 | Bayer Leverkusen        | Bundesliga       | 26         | 1          | 5     | 0     | 12             | 0              | 43     | 1      |
| 2024/25 | Bayer Leverkusen        | Bundesliga       | 15         | 1          | 2     | 0     | 6              | 0              | 23     | 1      |
| Totaal  | Totaal                  | Totaal           | 115        | 4          | 9     | 0     | 41             | 1              | 165    | 5      |

Bijgewerkt op 26 december 2024.

## Interlandcarrière
Hincapié werd in juni 2021 door bondscoach Gustavo Alfaro opgenomen in de selectie van het Ecuadoraans voetbalelftal voor de Copa América 2021. Op dat moment had hij nog geen interland gespeeld. Zijn eerste duel in de nationale ploeg speelde de verdediger op het toernooi, toen op 13 juni 2021 met 1–0 verloren werd van Colombia door een doelpunt van Edwin Cardona. Hincapié mocht van Alfaro in de basisopstelling beginnen en hij speelde het gehele duel mee. Zijn eerste interlanddoelpunt maakte de verdediger op 11 november 2021, tijdens een WK 2022-kwalificatieduel met Venezuela. Hier zorgde hij vier minuten voor rust voor het enige doelpunt: 1–0.
In november 2022 werd Hincapié door Alfaro opgenomen in de selectie voor het WK 2022. Tijdens dit WK werd Ecuador uitgeschakeld in de groepsfase na een overwinning op Qatar, een gelijkspel tegen Nederland en een nederlaag tegen Senegal. Hincapié kwam in alle drie duels in actie. Zijn toenmalige clubgenoten Jeremie Frimpong (Nederland), Sardar Azmoun (Iran) en Exequiel Palacios (Argentinië) waren ook actief op het toernooi.
Bondscoach Félix Sánchez nam Hincapié in mei 2024 op in zijn selectie voor de Copa América 2024. Ecuador overleefde de groepsfase na een nederlaag tegen Venezuela (1–2), een overwinning op Jamaica (3–1) en een gelijkspel tegen Mexico (0–0), waarna Argentinië in de kwartfinales te sterk was (1–1, 4–2 na strafschoppen). Hincapié speelde in alle vier wedstrijden. Zijn toenmalige clubgenoot Exequiel Palacios (Argentinië) was ook actief op het toernooi.
| Interlands van Piero Hincapié voor Ecuador | Interlands van Piero Hincapié voor Ecuador | Interlands van Piero Hincapié voor Ecuador | Interlands van Piero Hincapié voor Ecuador | Interlands van Piero Hincapié voor Ecuador | Interlands van Piero Hincapié voor Ecuador | Interlands van Piero Hincapié voor Ecuador |
| №                                          | Datum                                      | Wedstrijd                                  | Uitslag                                    | Competitie                                 | Goals                                      |                                            |
| Als speler bij Talleres                    | Als speler bij Talleres                    | Als speler bij Talleres                    | Als speler bij Talleres                    | Als speler bij Talleres                    | Als speler bij Talleres                    | Als speler bij Talleres                    |
| ------------------------------------------ | ------------------------------------------ | ------------------------------------------ | ------------------------------------------ | ------------------------------------------ | ------------------------------------------ | ------------------------------------------ |
| 1                                          | 13 juni 2021                               | Colombia – Ecuador                         | 1 – 0                                      | Copa América 2021                          |                                            |                                            |
| 2                                          | 20 juni 2021                               | Venezuela – Ecuador                        | 2 – 2                                      | Copa América 2021                          |                                            |                                            |
| 3                                          | 23 juni 2021                               | Ecuador – Peru                             | 2 – 2                                      | Copa América 2021                          |                                            |                                            |
| 4                                          | 27 juni 2021                               | Brazilië – Ecuador                         | 1 – 1                                      | Copa América 2021                          |                                            |                                            |
| 5                                          | 3 juli 2021                                | Argentinië – Ecuador                       | 3 – 0                                      | Copa América 2021                          |                                            |                                            |
| Als speler bij Bayer Leverkusen            |                                            |                                            |                                            |                                            |                                            |                                            |
| 6                                          | 5 september 2021                           | Ecuador – Chili                            | 0 – 0                                      | WK 2022 kwalificatie                       |                                            |                                            |
| 7                                          | 9 september 2021                           | Uruguay – Ecuador                          | 1 – 0                                      | WK 2022 kwalificatie                       |                                            |                                            |
| 8                                          | 7 oktober 2021                             | Ecuador – Bolivia                          | 3 – 0                                      | WK 2022 kwalificatie                       |                                            |                                            |
| 9                                          | 10 oktober 2021                            | Venezuela – Ecuador                        | 2 – 1                                      | WK 2022 kwalificatie                       |                                            |                                            |
| 10                                         | 14 oktober 2021                            | Colombia – Ecuador                         | 0 – 0                                      | WK 2022 kwalificatie                       |                                            |                                            |
| 11                                         | 11 november 2021                           | Ecuador – Venezuela                        | 1 – 0                                      | WK 2022 kwalificatie                       | 41'                                        |                                            |
| 12                                         | 16 november 2021                           | Chili – Ecuador                            | 0 – 2                                      | WK 2022 kwalificatie                       |                                            |                                            |
| 13                                         | 27 januari 2022                            | Ecuador – Brazilië                         | 1 – 1                                      | WK 2022 kwalificatie                       |                                            |                                            |
| 14                                         | 1 februari 2022                            | Peru – Ecuador                             | 1 – 1                                      | WK 2022 kwalificatie                       |                                            |                                            |
| 15                                         | 24 maart 2022                              | Paraguay – Ecuador                         | 3 – 1                                      | WK 2022 kwalificatie                       |                                            |                                            |
| 16                                         | 29 maart 2022                              | Ecuador – Argentinië                       | 1 – 1                                      | WK 2022 kwalificatie                       |                                            |                                            |
| 17                                         | 2 juni 2022                                | Ecuador – Nigeria                          | 1 – 0                                      | Vriendschappelijk                          |                                            |                                            |
| 18                                         | 5 juni 2022                                | Mexico – Ecuador                           | 0 – 0                                      | Vriendschappelijk                          |                                            |                                            |
| 19                                         | 11 juni 2022                               | Ecuador – Kaapverdië                       | 1 – 0                                      | Vriendschappelijk                          |                                            |                                            |
| 20                                         | 23 september 2022                          | Saoedi-Arabië – Ecuador                    | 0 – 0                                      | Vriendschappelijk                          |                                            |                                            |
| 21                                         | 27 september 2022                          | Ecuador – Japan                            | 0 – 0                                      | Vriendschappelijk                          |                                            |                                            |
| 22                                         | 20 november 2022                           | Qatar – Ecuador                            | 0 – 2                                      | WK 2022                                    |                                            |                                            |
| 23                                         | 25 november 2022                           | Nederland – Ecuador                        | 1 – 1                                      | WK 2022                                    |                                            |                                            |
| 24                                         | 29 november 2022                           | Ecuador – Senegal                          | 1 – 2                                      | WK 2022                                    |                                            |                                            |
| 25                                         | 24 maart 2023                              | Australië – Ecuador                        | 3 – 1                                      | Vriendschappelijk                          |                                            |                                            |
| 26                                         | 28 maart 2023                              | Australië – Ecuador                        | 1 – 2                                      | Vriendschappelijk                          |                                            |                                            |
| 27                                         | 17 juni 2023                               | Ecuador – Bolivia                          | 1 – 0                                      | Vriendschappelijk                          |                                            |                                            |
| 28                                         | 12 oktober 2023                            | Bolivia – Ecuador                          | 1 – 2                                      | WK 2026 kwalificatie                       |                                            |                                            |
| 29                                         | 17 oktober 2023                            | Ecuador – Colombia                         | 0 – 0                                      | WK 2026 kwalificatie                       |                                            |                                            |
| 30                                         | 16 november 2023                           | Venezuela – Ecuador                        | 0 – 0                                      | WK 2026 kwalificatie                       |                                            |                                            |
| 31                                         | 24 maart 2024                              | Italië – Ecuador                           | 2 – 0                                      | Vriendschappelijk                          |                                            |                                            |
| 32                                         | 9 juni 2024                                | Argentinië – Ecuador                       | 1 – 0                                      | Vriendschappelijk                          |                                            |                                            |
| 33                                         | 16 juni 2024                               | Ecuador – Honduras                         | 2 – 1                                      | Vriendschappelijk                          | 89'                                        |                                            |
| 34                                         | 22 juni 2024                               | Ecuador – Venezuela                        | 1 – 2                                      | Copa América 2024                          |                                            |                                            |
| 35                                         | 26 juni 2024                               | Ecuador – Jamaica                          | 3 – 1                                      | Copa América 2024                          |                                            |                                            |
| 36                                         | 30 juni 2024                               | Mexico – Ecuador                           | 0 – 0                                      | Copa América 2024                          |                                            |                                            |
| 37                                         | 4 juli 2024                                | Argentinië – Ecuador                       | 1 – 1 (4 – 2 n.s.)                         | Copa América 2024                          |                                            |                                            |
| 38                                         | 6 september 2024                           | Brazilië – Ecuador                         | 1 – 0                                      | WK 2026 kwalificatie                       |                                            |                                            |
| 39                                         | 10 september 2024                          | Ecuador – Peru                             | 1 – 0                                      | WK 2026 kwalificatie                       |                                            |                                            |
| 40                                         | 10 oktober 2024                            | Ecuador – Paraguay                         | 0 – 0                                      | WK 2026 kwalificatie                       |                                            |                                            |
| 41                                         | 15 oktober 2024                            | Uruguay – Ecuador                          | 0 – 0                                      | WK 2026 kwalificatie                       |                                            |                                            |
| 42                                         | 14 november 2024                           | Ecuador – Bolivia                          | 4 – 0                                      | WK 2026 kwalificatie                       |                                            |                                            |
| 43                                         | 19 november 2024                           | Colombia – Ecuador                         | 0 – 1                                      | WK 2026 kwalificatie                       |                                            |                                            |

Bijgewerkt op 26 december 2024.

## Erelijst
| Bundesliga   | 1 | 2023/24 |
| DFB-Pokal    | 1 | 2023/24 |
| DFL-Supercup | 1 | 2024    |